# Sidi Boubker
Sidi Boubker (en àrab سيدي بوبكر, Sīdī Bū Bakr; en amazic ⵙⵉⴷⵉ ⴱⵓⴱⴽⵔ) és una comuna rural de la província de Rehamna, a la regió de Marràqueix-Safi, al Marroc. Segons el cens de 2014 tenia una població total de 6.145 persones.